# ONE Campaign
ONE Campaign（ワン・キャンペーン）は、米国を基盤とした、貧困救助のための民間非営利組織。開発途上国地域でエイズ、極端な貧困からの救済などを行う。DATA、ゲイツ財団など、11の非営利人道団体により設立された。
The Campaign to Make Poverty Historyをスローガンにコンサートなどを行い資金を集めている。
Yahoo!がキャンペーンサイト「One.org」を支援することが発表された。

## 概要
ONEは支持者の地域化を図る草の根運動である。アメリカを拠点とする理由には、同国にさらなる国際開発支援を求める側面がある。キャンペーンの一環として、ミレニアム開発目標を支持している。
ONEの主要課題として貧困問題とエイズがあげられるが、ONEは他にも発展途上国の負債問題や上水、教育面で幅広い支援を行っている。ONEは貧困と極端主義の引き起こすテロリズムがつながっていて、国際支援によって世界がより安全になるという立場を示す。
ONEは米国の国家予算の1%で、以下のことが可能になると主張している。
- 世界の空腹で苦しむ人々が半減する。
- 初等教育を7700万に無料で提供できる。
- 安全な上水を4億5000万人の人、基本的な衛生設備を7億人に提供できる。
- 貧困を原因とした540万人の幼い子供の病死を防止できる。
- HIV/エイズや結核、マラリアと戦うことによって、1日あたり1万6,000人救うことができる。

## 歴史
ONEは、Bread for the World、CARE、DATA、セーブ・ザ・チルドレン・USA、International Medical Corps、International Rescue Committee、Mercy Corps、オックスファム・アメリカ、Plan USA、World Concern、ワールド・ビジョンなど11の組織により設立された。
最初の公式イベントは、2004年5月16日にフィラデルフィアで行われ、歌手のボノ、サッカー・イングランド代表デビッド・ベッカム、NBAのディケンベ・ムトンボなど、約2,000人が参加した。
同年12月にゲイツ財団から300万ドルの支援をうける。同時に米政界に支援を働きかけ、ブッシュ大統領や、ケリー元大統領候補の顧問を取り入れる。
2007年5月の発表では、エイズ、結核、マラリアと戦うというONEの試みによって、2006年の活動の大幅な拡大の成果も含め、2002年から180万人の命が救われた、としている。。
2008年、ONEはDATAと合併した。